# Vůz Bmx765 ČD
Přípojný vůz řady Bmx765 (do 1. ledna 2009 řada 050, od roku 1983 řada Bmx, původně Balm, případně pro odlišení od vozu Btx761 bylo v písemnostech užíváno označení Balm-d, kde „d“ značilo dlouhý) byl vyráběn pro Československé státní dráhy Vagonkou Tatra Studénka v letech 1962–1968. Je primárně určen do souprav s motorovými vozy řad 850 a 851.

## Konstrukce
Konstrukčně vychází přípojný vůz řady 050 z motorových vozů M 286.0 a M 286.1 vyráběných ve stejné době, což se odrazilo i v podobném vzhledu. Svařovaná ocelová karoserie je uložena na dvou dvounápravových podvozcích. Interiér vozu je rozdělen do dvou oddílů pro cestující, nástupní prostor je situován na koncích vozu, v obou nástupních prostorech se nachází buňka WC. Dveře vozu se otvírají dovnitř. Obě čela vozu jsou průchozí s krytím průchodu měchem.

## Vývoj, výroba a provoz

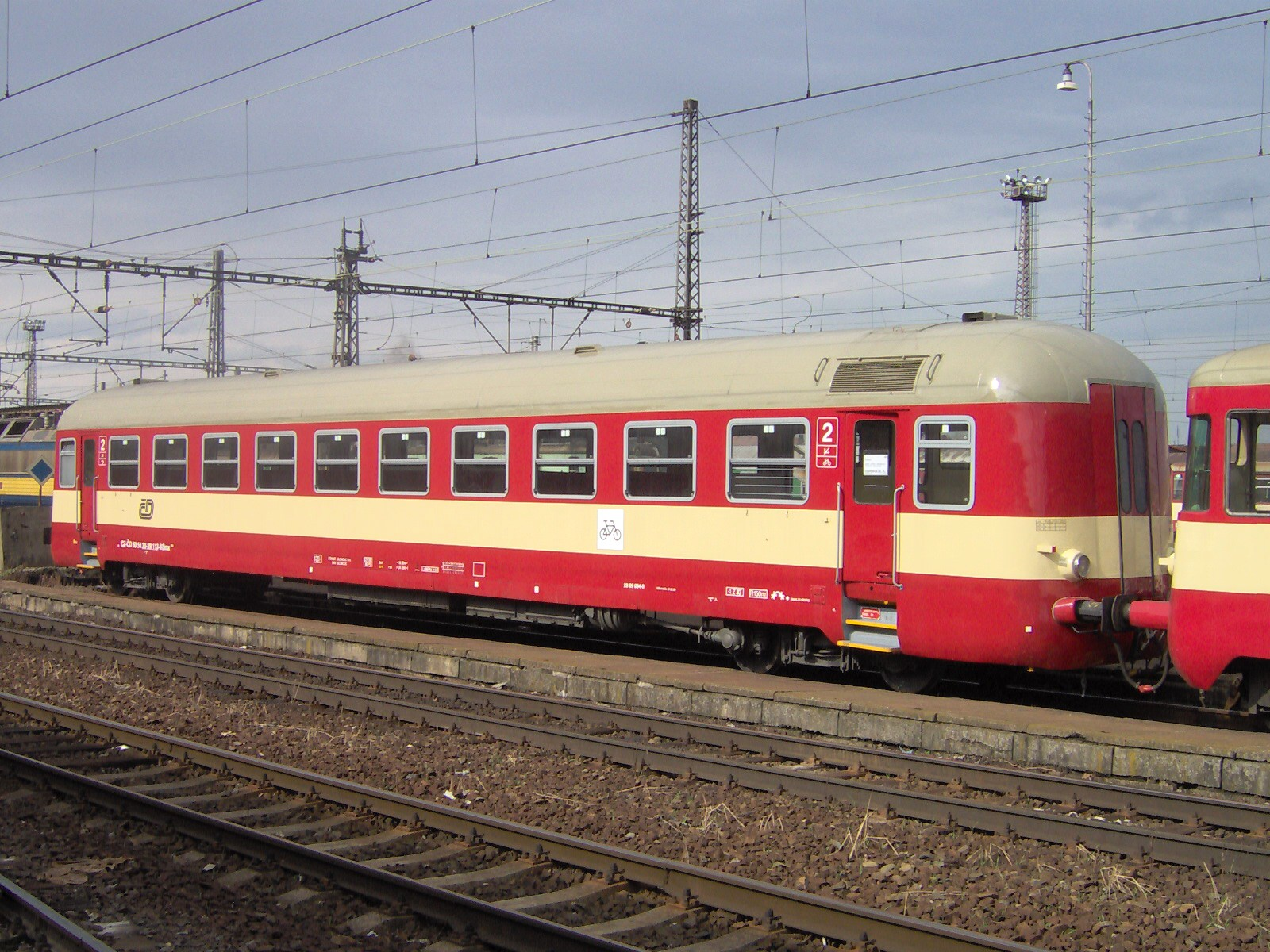
Vůz Bmx^{765} v Olomouci

Přípojné vozy řady 050 byly vyvinuty společně s motorovými vozy řady 850 pro provoz v ucelených rychlíkových soupravách. Pro tento účel byly v roce 1962 vyrobeny dva prototypy druhé třídy řady Balm a jeden prototyp první třídy Aalm. Sériová výroba přípojných vozů probíhala v letech 1966 až 1968, kdy bylo ČSD dodáno celkem 180 kusů.
O jejich provozu u ČSD se nedochovalo příliš mnoho informací. Při přečíslování v roce 1994 však již existovalo u ČD jen 41 vozů a u ŽSR 10, v průběhu let klesl inventární stav u ČD na 35 kusů. Na Slovensku zůstalo 9 provozních vozů do roku 2006, kdy byly všechny vozy této řady zrušeny. Jeden vůz byl následně odprodán dopravci KŽC Doprava. Další tři koupily České dráhy, opraveny však byly pouze dva, zbylý vůz byl pro velký rozsah devastace pouze zdrojem náhradních dílů, a to do března 2010, kdy byl zrušen a sešrotován. Další trojice vozů byla v roce 2007 sešrotována na vlečce v Dubnici nad Váhom, zbylé dva vozy byly převezeny na vlečku TOOŽ Bošany, kde byl jeden pravděpodobně sešrotován a zbylý by se zde měl stále nacházet.[zdroj?]
V době svého provozu byly přípojné vozy řady 050 dislokovány v Brně, Olomouci a Lounech, kde byly provozovány s motorovými vozy 850, 851, 842, případně i s jinými motorovými vozy a lokomotivami. Oproti vozům řady Btx761 či jejich rekonstrukci Btx763 se vyznačují především lepšími chodovými vlastnostmi a nově dosazovanými těsnicími okny, které zároveň umožňují dostatečné větrání.

## Modernizace
Vozy se během doby svého provozu nedočkaly žádné výrazné modernizace. Přibližně od roku 2000 však byla při periodických opravách nahrazována původní jednoduchá skla dvojitými, sedačky byly čalouněny textilním potahem a na obou koncích vozu byla jedna čtveřice sedadel nahrazena háky pro přepravu kol a sklápěcími sedačkami.

## Technické parametry
- počet míst k sezení/stání: 80/?
- délka přes nárazníky: 24 720 mm
- maximální rychlost: 120 km/h
- hmotnost: 32 t
- uspořádání pojezdu: 2’ 2’